# Ömerli (Karaisalı)
Ömerli ist eine Ortschaft (Köy) im Landkreis Karaisalı der türkischen Provinz Adana mit 124 Einwohnern (Stand: Ende 2024). Im Jahr 2011 hatte der Ort Ömerli 158 Einwohner.